# Kulinijada
Kulinijada u Jagodnjaku se održava od 2003. godine svake godine u organizaciji PZ Naše Selo iz Jagodnjaka. Uglavnom su natjecateljski primjerci iz Baranje, a iz godine u godinu se povećava broj natjecatelja i izvan Baranje. Najbolji kulin bira komisija kojoj je prof.dr.Petričević Antun na čelu, a ocjenjuje se vanjski izled, izgled presjeka, ujednačenost sušenja i zrenja, konzistencija, boja, odnos mišićnog, masnog i vezivnog tkiva, te miris i ukus. Najboljem kulinaru uglavnom kao nagrada pripadne teška svinja za proizvodnju kulina, a ovisno o broju bodova dodjeljuju se zlatna, srebrna i brončana medalja.
U Jagodnjaku se tradicionalno na Spasovdan načinje kulin, tako da je termin kulinijade uvijek vezan za taj dan u godini, što znači 40 dana od Uskrsa.
Cilj kulinijade je promocija ove gastronomske delicije kao autohtonog proizvoda i organizacija njegove proizvodnje na tradicionalan način, a zadovoljavajući sve zakonske standarde koji propisuju ovakvu proizvodnju. Ovim bi seljaci proizvođači iskoristili i unovčili svoje znanje proizašlo iz tradicije i iskoristili situaciju povećanja potražnje originalnih autohtonih visokovrijednih mesnih proizvoda na europskom tržištu. Također je cilj iskoristiti ovaj brend u turističke svrhe, ponudom posjete "kući kulina" u kojoj bi se moglo pogledati kako se nekad u starim baranjskim kućama odvijao cijeli tok proizvodnje kulina; od proizvodnje autohtonih pasmina svinja, pa sve do zrenja kulina u starim "kubama".